# Snyder, Texas
Snyder là một thành phố thuộc quận Scurry, tiểu bang Texas, Hoa Kỳ. Năm 2010, dân số của xã này là 11202 người.

## Dân số
- Dân số năm 2000: 10783 người.
- Dân số năm 2010: 11202 người.